# BMC Cancer
BMC Cancer es una revista médica de acceso abierto revisada por pares que publica investigaciones originales sobre el cáncer y la oncología. Fue establecido en 2001 y es publicada por BioMed Central.

## Resumen e indexación
En PubMed, MEDLINE,CAS,EMBASE, Scopus,Current Contents y CABI. Según Journal Citation Reports, su factor de impacto de 2 años fue de 4.430 en 2020.

## Métricas de revista
2022
- Web of Science Group : 4.43
- Índice h de Google Scholar: 139
- Scopus: 4.48